# Filmografi över Looney Tunes och Merrie Melodies-filmer
Följande är en lista över samtliga kortfilmer, långfilmer, program och tv-specialer i serierna Looney Tunes och Merrie Melodies, från 1929 till idag.

## 1929-1939
Filmografi över Looney Tunes och Merrie Melodies-filmer (1929-1939)

## 1940-1949
Filmografi över Looney Tunes och Merrie Melodies-filmer (1940-1949)

## 1950-1959
Filmografi över Looney Tunes och Merrie Melodies-filmer (1950-1959)

## 1960-1969
Filmografi över Looney Tunes och Merrie Melodies-filmer (1960-1969)

## 1970-idag
Filmografi över Looney Tunes och Merrie Melodies-filmer (1970-idag)

## Långfilmer
Lista över Looney Tunes-långfilmer

## TV-specialer
Lista över TV-specialer med Looney Tunes